# Yandex.Translate
Yandex.Translate (precedentemente conosciuto come Yandex.Translation) è un servizio web fornito da Yandex, destinato alla traduzione di testi o pagine web in un'altra lingua.
Il servizio utilizza una traduzione automatica statistica di autoapprendimento, sviluppata da Yandex. Il sistema costruisce il dizionario delle traduzioni di una sola parola basato sull'analisi di milioni di testi tradotti. Per tradurre il testo, il computer prima lo confronta con un database di parole. Il computer confronta quindi il testo con i modelli del linguaggio di base, cercando di determinare il significato di un'espressione nel contesto del testo.
Nel settembre 2017, Yandex.Translate è passato a un approccio ibrido che incorpora modelli sia di traduzione automatica statistica sia di traduzione automatica neurale.
La pagina di traduzione è apparsa per la prima volta nel 2009, utilizzando PROMT, ed è stata anche integrata nello stesso Yandex.Browser, per aiutare nella traduzione di siti web.
Questo servizio è anche integrato nella Wikipedia in russo per fornire servizi di traduzione dall'inglese al russo.